# Anima: Ark of Sinners
Anima: Ark of Sinners (lett. "Anima Arca dei peccatori") è un videogioco sviluppato da Anima Game Studio, una casa produttrice di videogiochi e giochi di carte spagnola con sede a Valencia fondata nel 2009. Il gioco è stato pubblicato su Nintendo Wii tramite WiiWare nel 2011.

## Trama
Il gioco è incentrato su Celia, una ragazza di 18 anni con i capelli lunghi color biondo platino cresciuta in un villaggio per diventare un'assassina cacciatrice di taglie. All'inizio del gioco vero e proprio la ragazza si ritrova svenuta per terra con la sua spada, ha mal di testa e ricorda solo che era con Nemo, un criminale, e poi più nulla. La storia inizia 17 ore prima del "tutorial"; la ragazza non sapendo che fare, va avanti e arriva ad Arca. Viene "accolta" da uno strano personaggio simile ad Arlecchino che si fa chiamare ID che le dice che fa ancora in tempo a tornare indietro, ma lei vuole andare avanti per trovare Nemo. Andando avanti incontrano i primi nemici: le ombre, che vengono affrontati all'interno di una zona delimitata da due barriere che spariscono solo alla fine di ogni battaglia.
Poi trova un pezzo di muro detto monolite, che è solo una delle tante fonti di informazioni sulla storia della città presenti nel gioco e che ritroverà più volte andando avanti con la storia. Leggendolo scopre che parla della città. Proseguendo, troverà il primo punto per salvare i dati e le statue dei santi, utili a recuperare vita e mana distruggendole. Durante il gioco Celia incontrerà ombre simili a umani di colori e grandezze diverse, cani ombra, spettri simili a scheletri volanti, spettri viola e anche dei boss. Celia incontra di nuovo ID, il quale spiega che lui è un burattino di metallo costruito da un uomo, successivamente suggerisce alla ragazza di provare ad andare alla Cattedrale di Erebus, dove ha visto strani movimenti. Lei entra nella grande Cattedrale: in stile gotico, abbandonata e in rovina. Qui troverà un dei primi piccoli enigmi. Scende nei sotterranei e infine trova il primo boss del gioco, Obscuritas; dopo averlo battuto, Celia ha una visione in cui vede Nemo. Uscita dalla Cattedrale giungerà davanti al posto della visione e qui affermerà di chiamarsi Merkaba e che deve scoprire di più su di essa. Arriverà alla biblioteca, dove combatterà contro una copia di sé stessa. Qui verrà a conoscenza del "Progetto Eternità" e dei tre generatori di Merkaba, successivamente tornerà indietro fino ad arrivare alla fabbrica ad est, in cui distruggerà il primo generatore. Uscita dalla fabbrica passerà su un ponte che crollerà e qui Celia ritroverà ID.
Lei parlerà del suo passato di cui non ricorda molto e del fatto che deve trovare Nemo perché sente che è qualcuno di importante per lei, ID le suggerisce dove andare per il secondo generatore. Dato che è caduta dal ponte, Celia ora si trova nei sotterranei, qui incontrerà il secondo boss, ovvero un'ombra più forte delle altre. Poi distruggerà anche il secondo generatore e tornerà in superficie. Ritornata in città, tornerà indietro quasi all'entrata ma andrà sul ponte crollato di sopra e seguendo la mappa arriverà ad una nuova fabbrica, quella del Distretto centrale, dove aveva distrutto il primo generatore. Questa volta, quando uscirà, nessun ponte crollerà e arriverà allo Sky Boulevard, dove verrà inseguita di nuovo dal grosso cane ombra, dopo essere fuggita arriverà ad una nuova fabbrica. Qui, attraverso delle ruote entrerà in vari posti, ognuno collegato alla propria ruota. Dopo aver girato la ruota C3 ed essere entrata in tempo, potrà distruggere l'ultimo generatore, poi arriverà all'Ascensore Ovest, una volta scesa, troverà un'entrata per Il Cuore dell'Eternità, una cattedrale immensa, molto più grande di quella di Erebus.
Una volta entrata dovrà affrontare una missione a tempo, per sbloccare le 3 barriere che ci impediscono il cammino. Completata la missione, potrà proseguire e successivamente ritrovare Obscuritas. Celia gli dirà che sa che lui si chiama Augustus, anche se non sa bene come lo sappia. Sconfitto Obscuritas, continuerà ad andare indietro fino ad arrivare alla facciata di Merkaba, ora aperta, dato che ha distrutto i tre generatori. Qui Celia ritroverà ID, il quale rivelerà che sapeva tutto quel che sarebbe successo sin dall'inizio. Dopo aver discusso con la marionetta, la ragazza sale in cielo ed arriva a Merkaba, che era il "luogo del tutorial". Qui affronterà tutti i tipi di nemici incontrati in precedenza. Poi Celia arriverà all'origine di tutto il male, Nemo, che si rivelerà essere il boss finale nonché la causa di tutto. Celia inizierà la sua riflessione, il suo sfogo sul fatto di come lui abbia rovinato la gente della città di Arca e abbia attirato lei nella città. Nemo dice che capisce cosa prova Celia e sa che lei vuole redimersi per i peccati commessi. Dopo aver sconfitto il demone, Celia farà un ultimo discorso in cui dirà che pure questa volta è stata manipolata e che è ora di lasciarsi il passato alle spalle.

## Personaggi
- Celia: la giovane protagonista del videogioco. È alta, è magra, ha gli occhi verdi, è di carnagione chiara, ha 18 anni e ha i capelli lunghi di color biondo platino. Come unica arma ha la sua spada. Indossa una fascia bianca che le copre il seno, un vestito nero aperto che le copre le braccia e le spalle, dei guanti neri, dei pantaloni lunghi e neri scoperti sulle cosce davanti e viola dal ginocchio in giù e delle scarpette scure. Non si conosce molto sul suo passato ne da dove venga. Si sa solo che è stata cresciuta sin da bambina in una comunità che la ha addestrata ad essere una assassina.

- ID: non è un personaggio umano. È una marionetta, vestita da arlecchino costruita da un uomo. È tutto un insieme di ingranaggi e bulloni e la cosa sorprendente è che sa parlare e sa ragionare se non anche essere sarcastico. È un personaggio losco in combutta con Nemo.

- Obscuritas: un tempo conosciuto come Augustus Cartagos, il sindaco della città di Arca. La sua smania per volere il potere dell'Orologio gli ha fatto perdere il controllo fino a farlo diventare ciò che è ora, Obscuritas, un'ombra. Il suo grave eccesso di potere è stato una delle cause del collasso della città di Arca.

- Nemo: è un personaggio di cui si sa poco o nulla. Era con Celia prima che perdesse i sensi. Lo si vede nella visione di Celia riguardo a Merkaba e lo rivedremo alla fine del gioco sotto forma di demone. u

## Modalità di gioco
Il gioco è un platform 2D in stile gotico-spettrale. Come ambientazione sono presenti la Città di Arca, magazzini, la libreria, i sotterranei, il "palazzo comunale", la Cattedrale di Erebus, le catacombe e l'orologio. Tutti i luoghi sono abbandonati e spettrali.

## Accoglienza
Secondo il sito web aggregatore di recensioni Metacritic, il gioco ha un punteggio di 32/100 basato su 5 recensioni professionali indicando recensioni "generalmente sfavorevoli". Lucas M. Thomas di IGN lo trovò un titolo mediocre gli assegnò un 5.5 su 10. Secondo il recensore, qualsiasi punto di forza nella trama o nella presentazione non poteva mai davvero superare la sensazione negativa di un gioco che non era molto divertente da giocare, e Anima semplicemente non è divertente. Kristan Reed di Eurogamer affermò che il giocatore avrebbe dovuto farsi strada a malincuore attraverso una miserabile processione di incontri contro gruppi di nemici annoiati e forse un boss.
Thomas Whitehead di Nintendo Life lo bocciò a sua volta sostenendo che i principi di base del gioco erano solidi ma il modo in cui erano stati resi lo avevano trasformato in una delusione a tal punto da portare qualsiasi giocatore al confessionale. La testata Nintendo Gamer ne parlò a sua volta negativamente trovandolo "Insensibile fino all'irresponsabilità". Anche la rivista GamesMaster lo liquidò velocemente consigliando di lasciarlo perdere.